# Dasyscelus miserabilis
Dasyscelus miserabilis är en insektsart som först beskrevs av Blanchard 1851.  Dasyscelus miserabilis ingår i släktet Dasyscelus och familjen vårtbitare. Inga underarter finns listade i Catalogue of Life.